# Ur-fašizam
Ur-fašizam (ur fašizam) je koncept koji je istoimenom svojem eseju - nacrtu govora na engleskom jeziku, radi nastupa na Columbia University u New Yorku - iz 1995. godine razvio talijanski književnik i filozof Umberto Eco radi opisivanja temeljnih nagnuća povodom kakvih mogu nastati fašističke politike.

## Obilježja
Prema Umbertu Ecu, cijeli niz obilježja - koja mogu čak jedno drugo isključivati - mogu poslužiti kao osnova oko kojih se mogu razviti fašističke tendencije:
1. nekritičko obnavljanje tradicija, uključivo tradicionalnih simbola i ideala. Kod takvog pristupa tradiciji, svojstven je sinkretizam, gdje se povezuju tradicije koje među sobom nemaju neke veze, ili čak isključuju jedna drugu,
2. odbacivanje modernosti,
3. potreba za konkretnom akcijom,
4. potreba za jedinstvom, gdje se neke temeljne vrijednosti mogu postići tek isključivanjem prava na neslaganje i nezadovoljstvo,
5. odbacivanje različitosti, gdje se afirmacija nacionalnog ili nekog drugi identiteta postiže potiranjem onoga što je različito,
6. apeliranje na »klasne interese«, gdje se međutim često niječe objektivna sukobljenost interesa društvenih staleža,
7. skretanje pozornosti na međunarodne i unutarnje prijetnje identitetu - društvenom, kulturnom, etničkom,
8. mobiliziranje protiv neprijatelja, pri čemu se svaki čas neprijatelja sagledava u nekome/nečemu novom,
9. koncept života kao borbe,
10. elitizam, gdje se nekim grupama pripisuje osobita podobnost vođenja društva,
11. koncept neizbježnosti smrti, i ohrabrivanje spremnosti pogibije za više ciljeve,
12. reafirmacija vrijednosti tradicionalnog života u obitelji,
13. davanje primata društvenoj zajednici nad pravom pojedinca, uz shvaćanju kako demokracija nije u stanju osigurati takav primat društvu nad egoizmom pojedinca,
14. stvaranje novogovora, koji uključuje korištenje posebnih riječi i fraza, radi promicanja političkih ciljeva.[3]

Eco smatra da se kod niti jednog pojedinca ili političkog pokreta ne nalaze sve ovako izložene tendencije, ali ukazuje da je „... dovoljno da makar jedna od njih bude prisutna, pa da se fašizam koagulira oko nje”.
Eco ocjenjuje kako svaki fašizam ne ostvaruje nužno totalitarizam u društvu kojim ovladava, te ocjenjuje da su totalitarizam Hitler i Staljin ostvarili u Trećem Reichu i SSSR-u; dok u Italiji (gdje je, doista, bio sam izvor fašizma) Mussolinijev režim nije ostvario totalitarnu vladavinu „...ne zbog svoje blagosti, nego prije zbog filozofske slabosti svoje ideologije. Članak o fašizmu koje je u Enciklopediji Treccani potpisano Mussolini napisao je ili u temelju nadahnuo Giovanni Gentile, ali je sadržavao jedan kasnohegelijanski pogled na Apsolutnu i Etičku državu koji Mussolini nije nikada ostvario. Musolini nije imao nikakvu filozofiju: on je imao samo retoriku".
U eseju se Eco najviše bavi nastankom i obilježjima fašizma u Italiji, što potkrjepljuje svojim osobnim iskustvom života pod fašističkim režimom. Primjećuje kako okolnost da je fašizam u Italiji prethodio drugima još ne objašnjava potpuno "zašto je riječ fašizam postala termin koji opisuje čitavu kategoriju srodnih pojmova, tj. riječ koja može biti korištena za razne totalitarističke pokrete"; nego su upravo slabosti i neuniformiranosti u izvedbi fašističke vladavine u Italiji - gdje režim nije formirao jedinstveni i jedini dopušteni stil u arhitekturi, u znanosti, umjetnosti kako su to uspjeli nacistički i staljinistički režim - omogućili da se pokrete s donekle sličnim tendencijama može nazvati - fašističkima. "Oduzmite imperijalizam od fašizma i još uvijek ćete imati Franca i Salazara.  Oduzmite kolonijalizam i još uvijek ćete imati balkanski fašizam Ustaša. Dodajte talijanskom fašizmu jedan radikalni antikapitalizam (koji nikad nije osobito fascinirao Mussolinija) i imate Ezru Pounda", piše Eco.[nedostaje izvor]

## U drugih autora
Oslanjajući se na ideju o ur-fašizmu, Vladimir Tismaneanu piše 2012. godine da su i lijevi i desni politički ekstremizmi vode prema sličnim rezultatima, te čak koristi termin "ur-lenjinizam".